# Districte de Werdenberg
El Districte de Werdenberg és un dels 8 cercles administratius (en alemany walkreis) del Cantó de Sankt Gallen (Suïssa). Té una població de 34442 habitants (cens de 2007) i una superfície de 206,48 km². Està format per sis municipis.

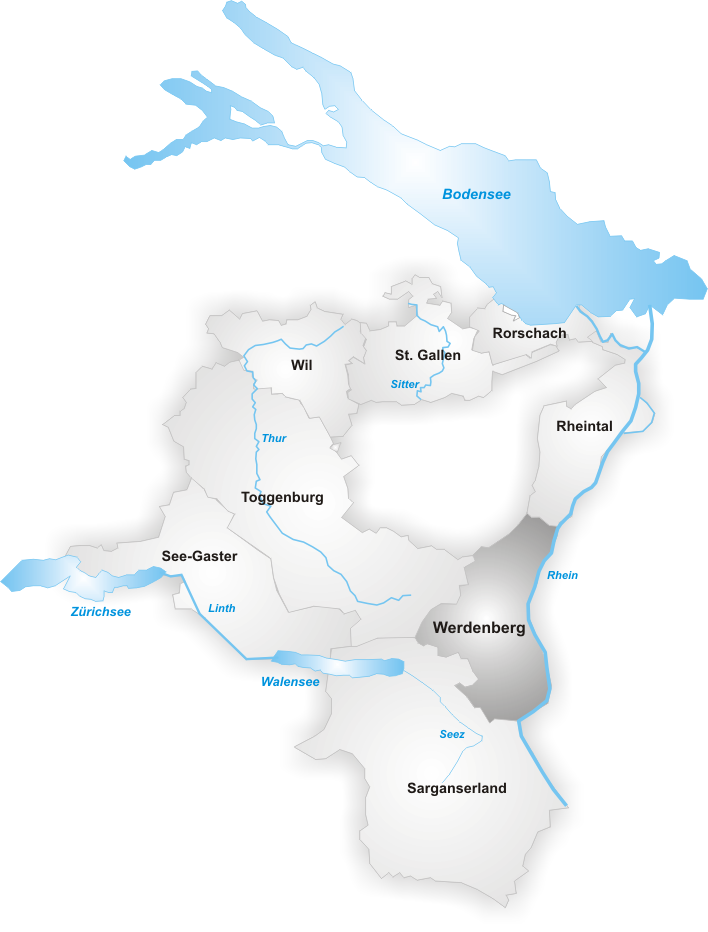
El districte de Werdenberg

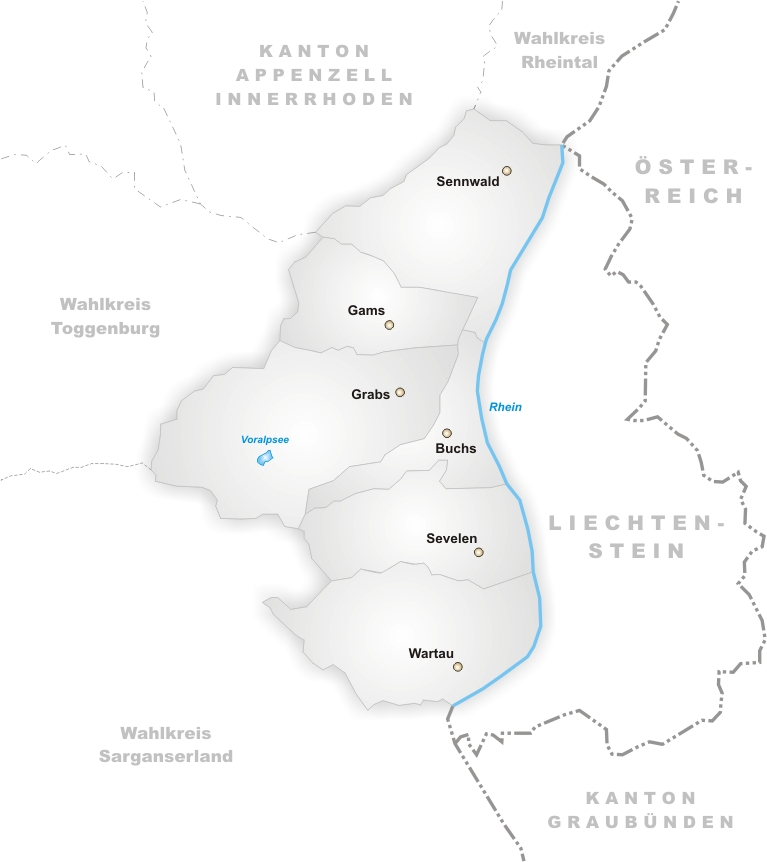
Municipis del districte de Werdenberg

## Municipis
| Escut    | Nom       | Població (Dez. 2007) | Superfície in km² | Núm. SFOS |
| -------- | --------- | -------------------- | ----------------- | --------- |
| Buchs    | Buchs     | 10'694               | 15.95             | 3271      |
| Gams     | Gams      | 3020                 | 22.28             | 3272      |
| Grabs    | Grabs     | 6553                 | 54.64             | 3273      |
| Sennwald | Sennwald  | 4786                 | 41.53             | 3274      |
| Sevelen  | Sevelen   | 4342                 | 30.34             | 3275      |
| Wartau   | Wartau    | 5047                 | 41.74             | 3276      |
|          | Total (6) | 34'442               | 206.48            | 1724      |